# 프리모시 로글리치
프리모시 로글리치(슬로베니아어: Primož Roglič, 1989년 10월 29일~)는 슬로베니아의 사이클 선수이다. 원래는 스키점프 선수로 활동했으나 사이클로 전향했다. 2023년까지 네덜란드의 프로 사이클팀인 팀 윰보 비스마(현 비스마 리스어바이크)에서 활동했지만 최근에 보라-한스그로에로 이적했다.
2017년 투르 드 프랑스를 통해 슬로베니아 선수로는 최초로 투르 드 프랑스 구간 우승을 달성했으며, 2019년 9월에는 부엘타 아 에스파냐에서 우승하여 슬로베니아 선수 최초로 그랜드 투어 대회에서 우승을 차지했다. 이 성과로 2019년 슬로베니아의 올해의 스포츠 선수로 선정되었다. 2020년 9월에는 투르 드 프랑스에서 노란색 저지(전체 선두)를 착용한 최초의 슬로베니아 선수가 되었다.